# 신조형주의

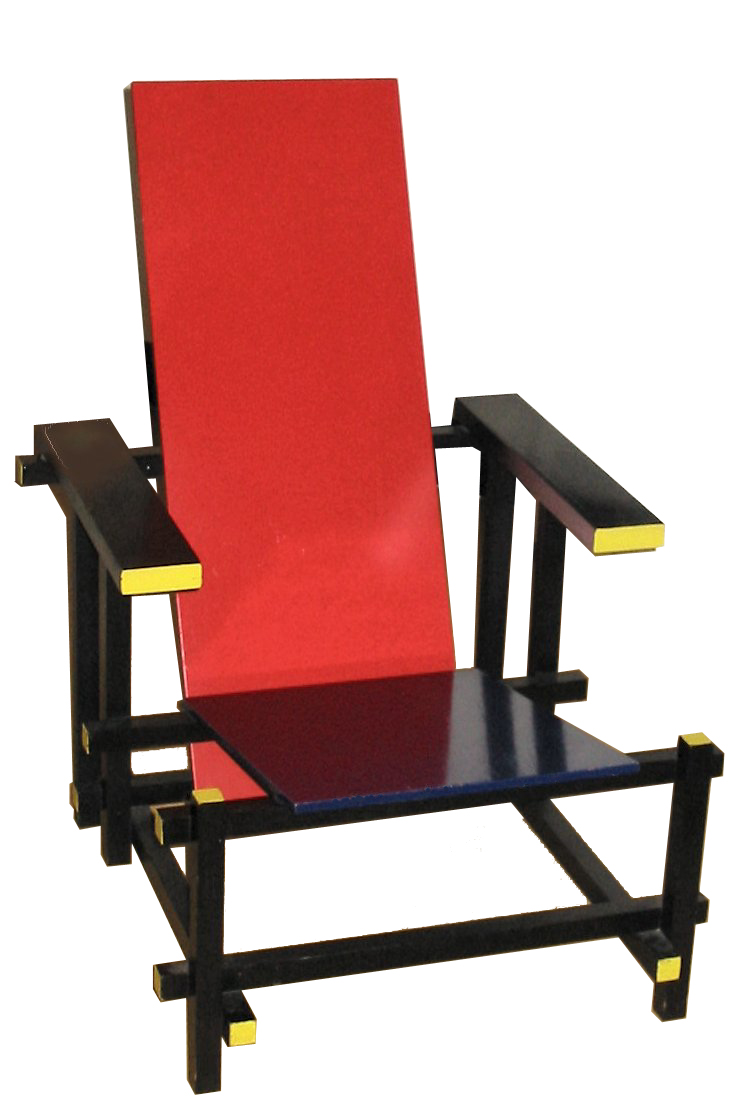
헤리트 리트펠트가 1917년 디자인한 적청 의자.

신조형주의(新造形主義, 네덜란드어: Nieuwe Beelding, 영어: neoplasticism), 또는 데 스틸(네덜란드어: De Stijl→양식, 영어: The Style)은 1917년 네덜란드에서 시작한 예술 운동이다. 좁은 의미에서 "De Stijl"이라는 단어는 1917년에서 1931년 네덜란드에서 만들어진 작품들의 모임을 가리킨다.
"데 스틸"은 네덜란드의 화가와 디자이너, 작가, 비평가 테오 반 되스버그(Theo van Doesburg, 1883-1931) 등이 출판한 잡지의 이름이기도 하며, 이 모임의 이론을 전파시켰다. 반 되스버그 다음으로 이 모임의 주요 멤버는 화가인 피트 몬드리안(Piet Mondrian, 1872-1944), 빌모스 후사르(Vilmos Huszàr, 1884–1960), 바르트 판 데르 레크(Bart van der Leck) 등과 건축가인 헤리트 리트펠트(Gerrit Rietveld, 1888–1964), 로베르트 판트 호프(Robert van 't Hoff, 1887–1979), 야코뷔스 아우트 (J.J.P. Oud, 1890-1963) 등이 있다.
신조형주의자들은 영적인 조화와 질서가 담긴 새로운 유토피아적 이상을 표현할 길을 찾았다. 그들은 형태와 색상의 본질적 요소로 단순화되는 순수한 추상성과 보편성을 지지했는데, 수직과 수평으로 시각적인 구성을 단순화하였고, 검정과 흰색과 원색만을 사용했다. 특히 테이트 갤러리의 신조형주의에 대한 온라인 기사에 따르면, 몬드리안 자신이 그의 소고인 "회화에서의 신조형주의"에서 이러한 제안을 설정했다고 한다. 그는 "... 이러한 새로운 조형적 발상은 외형의 특성, 다시 말하자면 자연적인 형태와 색상을 무시할 것이다. 반면에 형태와 색상의 추상화, 즉 곧은 선과 명료하게 정의된 원색을 통해 고유한 표현을 찾아야만 한다."라고했다. 테이트 갤러리의 이 기사는 더 스테일 미술을 "오직 원색과 무채색, 오직 정사각형과 직사각형, 오직 수직이거나 수평인 직선"로 요약한다. 구겐하임 박물관의 데 스틸에 대한 온라인 기사 역시 비슷한 단어들을 통해 이 특성들을 다음과 같이 요약해 준다. "[데 스틸]은 강하게 비대칭적으로 복합된 직선과 정사각형, 직사각형의 기하학의 기초적인 원리 위에 위치한다. 또한 검정과 흰색과 순수한 원색을 주로 사용하며, 비사실적인 형태들과 선들의 배열을 통해 양적 요소와 음적 요소 사이의 관계를 보여준다."

## 원칙과 영향
"양식"이라는 뜻의 더 스테일(De Stijl)이라는 이름은 고트프리트 젬퍼의 《공업적, 구축적 예술의 양식 혹은 실용의 미학에서의 양식론》(Der Stil in den technischen und tektonischen Künsten oder Praktische Ästhetik, 1861-1863)에서 유래했다는 추측이 일반적이다. 제임스 컬 은 이 개념이 유물론과 기능주의를 찬양하는 것으로 오도되었다고 주장한다. 신조형주의는 건축과 회화에서 궁극적인 단순함과 추상성을 추구하는 것으로, 오직 수직선과 수평선, 사각형 형태 만을 사용하도록 했다. 또한 빨강, 노랑, 파랑 같은 원색과 검정, 흰색, 회색의 세 가지 주요 명암으로 형태상의 표현 방식도 제한되었다. 신조형주의 작품들은 대칭을 피하고 대조를 활용하여 미적인 균형을 달성했다. 이 운동의 요소는 stijl의 두 번째 의미(기둥, 문설주나 지지물)에서 구체적으로 나타났다. 이 두 번째 의미는 목공에 있어서 흔히 보이는 교차하는 이음매를 만들 때 잘 드러났다.
많은 3차원 신조형주의 작품들에서, 수평선과 수직선은 서로 엇갈리는 층이나 평면에 위치하는데, 이리하여 각각의 요소들이 독립적으로 존재하고 다른 요소들에 의해 방해받지 않도록 할 수 있다. 이 특징은 헤리트 리트펠트의 슈뢰더 주택이나 적청 의자에서 찾아볼 수 있다.
신조형주의 운동은 입체파 회화와 신비주의, 수학자 스훈마케르스(M.H.J. Schoenmaekers)의 신플라톤주의 철학에서 온 "이상적인" 기하학적 형태(예를 들어 "완벽한 곧은 선")에 대한 개념에서 영향을 받았다. 신조형주의 작품들은 건축의 바우하우스 양식과 국제주의 양식, 의복과 인테리어 디자인 등에 영향을 주었다. 그러나 이 운동은 "ism"(또는 주의. 입체주의, 미래주의, 초현실주의와 같은.)의 일반적인 기준을 따르지 않으며, 바우하우스와 같은 예술학교의 원칙에 충실한 것도 아니다. 다만 이것은 집합적인 프로젝트며, 공동의 기획이다.
음악에서는 신조형주의는 작곡가인 몬드리안의 가까운 친구인 Jakob van Domselaer의 작품에 영향을 미쳤다. 1913년에서 1916년 사이 그는 Proeven van Stijlkunst(예술 양식적인 실험들)을 작곡하는데, 이는 주로 몬드리안의 회화에서 영감을 받은 것이다. 이 미니멀리즘적이면서도 당시로서는 혁명적인 음악은 "수평적"이고 "수직적"인 음악적 요소를 정의하고 두 원칙들의 조화를 이루려 했다. van Domselaer는 그가 살아있을 때는 상대적으로 잘 알려져 있지 않았고, 더 스테일 그룹에서도 중요한 역할을 하지는 못했다.

## 역사

### 초기 역사

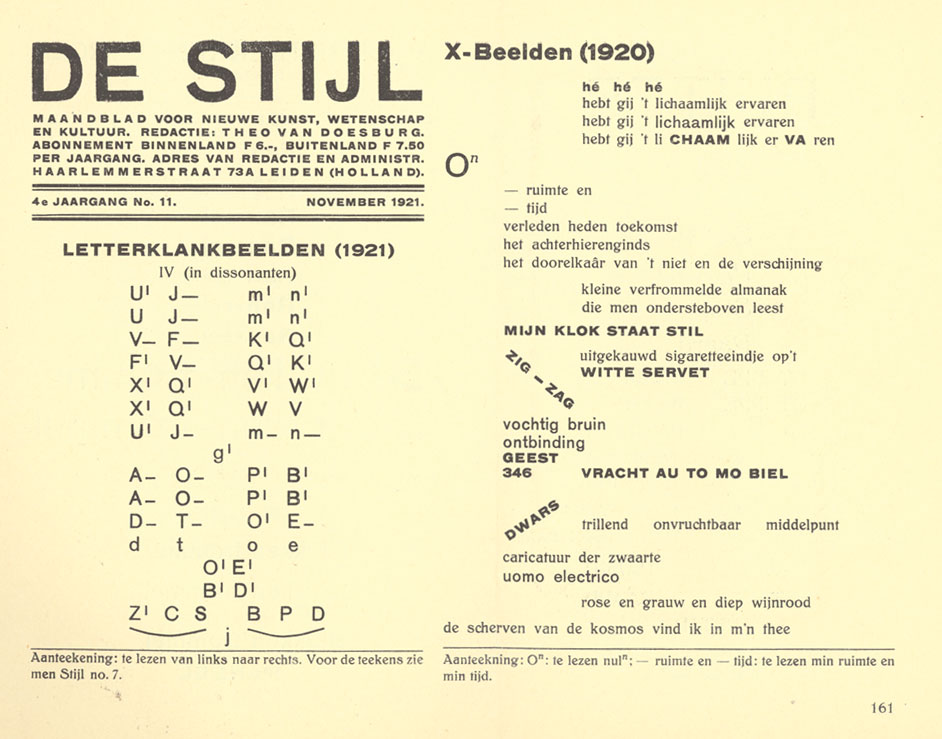
De Stijl 잡지의 한 페이지.

인상주의의 혁명적인 회화에 대한 새로운 개념을 뒤따른 새로운 미술 운동들이 계속하여 나타난 이후, 입체파가 20세기 초반에 중요하고 영향력 있는 새로운 조류로 떠올랐다. 네덜란드에서도 역시 이 "새로운 미술"에 대한 관심이 고조되고 있었다.
그러나 네덜란드는 제1차 세계대전에서 중립을 유지했기 때문에, 네덜란드의 예술가들은 1914년 이후 네덜란드를 떠날 수 없었고 국제적인 미술 세계(특히 당시 예술의 중심이었던 파리)와 고립되었다.
이 시기 동안 화가인 테오 반 되스버그는 잡지를 창간하고 새로운 미술 운동을 시작하기 위해 다른 예술가들을 찾아 다녔다. 반 되스버그는 작가, 시인, 비평가이기도 한데 독립된 예술가로서 활동하는 것보다 예술에 대해 저술하는 것에서 더욱 성공한 인물이었다. 그의 화려한 개인성과 외향적인 성격 때문에 새로운 인간관계를 만드는 데 익숙했던 그는, 미술 세계에서 유용한 넓은 인맥을 갖고 있었다.

### 잡지 『더 스테일』의 창간
1915년경, 반 되스버그는 결국은 "더 스테일" 잡지의 동인이 될 예술가들을 만나기 시작했다. 그는 처음에 암스테르담 스테델레이크 박물관(Stedelijk museum, 시립 박물관)에서 피트 몬드리안을 만났다. 몬드리안은 1912년 파리로 이주했는데(그리고 여기서 자신의 이름을 "Mondriaan"에서 "Mondrian"으로 바꾼다.), 마침 네덜란드를 방문했을 때 전쟁이 발발했다. 그는 파리로 돌아가지 못하고 라렌(Laren)에 있는 예술가 공동체에 머물렀는데, 여기서 그는 바르트 판 데르 레크와 스훈마케르스(M.H.J. Schoenmaekers)를 만나게 된다. 1915년 스훈마케르스는 《세계의 새로운 이미지》(Het nieuwe wereldbeeld)를 출판하고, 뒤이어 1916년 《조형수학의 원리》(Principles of Plastic Mathematics)를 출판한다. 이 두 개의 저작은 몬드리안과 다른 더 스테일의 구성원들에게 중요한 영향을 끼친다.
반 되스버그는 야코뷔스 아우트와 헝가리 예술가인 빌모스 후사르도 알고 있었다. 1917년 이 예술가들의 모임은 시인인 안토니 콕(Anthony Kok)과 함께 더 스테일을 창간한다. 젊은 건축가인 헤리트 리트펠트는 1918년에 이 모임에 가입한다.
비록 예술적 견해의 차이로 판 데르 레크가 1918년 탈퇴하기는 했지만 처음 몇 년간 이 모임은 상대적으로 균질적이었다. 매니페스토(선언문)들이 출판되었고, 모든 구성원들이 서명을 했다. 당시의 사회적, 경제적 환경은 그들의 이론에 중요한 원천을 형성했고, 그들의 건축에 대한 발상은 헨드릭 페트뤼스 베를라허와 프랭크 로이드 라이트에게서 강하게 영향을 받았다.
"Nieuwe Beelding"(신조형주의)이라는 명칭은 1917년 몬드리안이 처음 만들어낸 단어로, 그는 "더 스테일" 잡지에 "De Nieuwe Beelding in de schilderkunst"(회화에서의 신조형주의)라는 12개의 기사들을 써낸 인물이다. 1920년 그는 "Le Neo-Plasticisme"(신조형주의)라는 책을 출간한다.

### 1920년 이후
1921년경, 이 모임의 성격은 변하기 시작했다. 이 때부터 반 되스버그의 바우하우스와의 공조와, 다른 데서 온 영향들이 역할을 시작했다. 이러한 영향들은 말레비치와 러시아 구성주의에서 온 것인데, 모든 구성원들이 동의한 것은 아니다. 1924년 몬드리안은 반 되스버그가 사선이 수평선이나 수직선에 비해 더욱 생명력이 있다는 요소주의(elementarism) 이론을 제안한 뒤에 모임에서 탈퇴했다. 게다가 더 스테일 모임은 많은 "구성원"들을 받아들였다. 본세트(I.K. Bonset)의 시와 알도 카미니(Aldo Camini)의 반(反)철학(antiphilosophy)과 같은 다다이즘의 영향들 역시 논란을 불러 일으켰다. 반 되스버그가 죽자마자 본세트와 카미니는 그의 가명이었다는 것이 밝혀졌다.

### 반 되스버그의 죽음 이후
테오 반 되스버그는 1931년 다보스에서 사망했다. 그의 부인인 넬리가 그의 유산을 관리했다.
반 되스버그가 더 스테일에 중추적인 역할을 했었기 때문에, 그의 사망 이후 이 모임은 더 이상 생존할 수 없었다. 개인적인 구성원들은 연락을 계속 취했으나, 더 스테일은 강력한 중심 인물 없이는 존재 할 수 없었다. 그래서 더 스테일을 밀접하게 조직된 예술가들의 모임으로 생각한다면 잘못된 것이다. 더 스테일의 구성원들은 다른 구성원들을 알고는 있었으나, 대부분의 정보 교환은 편지를 통해 이뤄졌다. 예를 들어 몬드리안과 리트펠트는 직접 만난 적이 없다.
전부는 아니지만, 많은 예술가들이 1931년 이후에도 이 운동의 기본 개념을 고수하였다. 예를 들어 몬드리안은 그가 1920년경 창시한 양식에 따라 작업을 계속한 반면, 리트펠트는 더 스테일의 원리에 따라 계속하여 가구를 디자인했다. 그에 비해 판 데르 레크는 더 스테일을 탈퇴한 이후에 원래의 상징적인 구성으로 되돌아갔다.

### 건축에 미친 영향

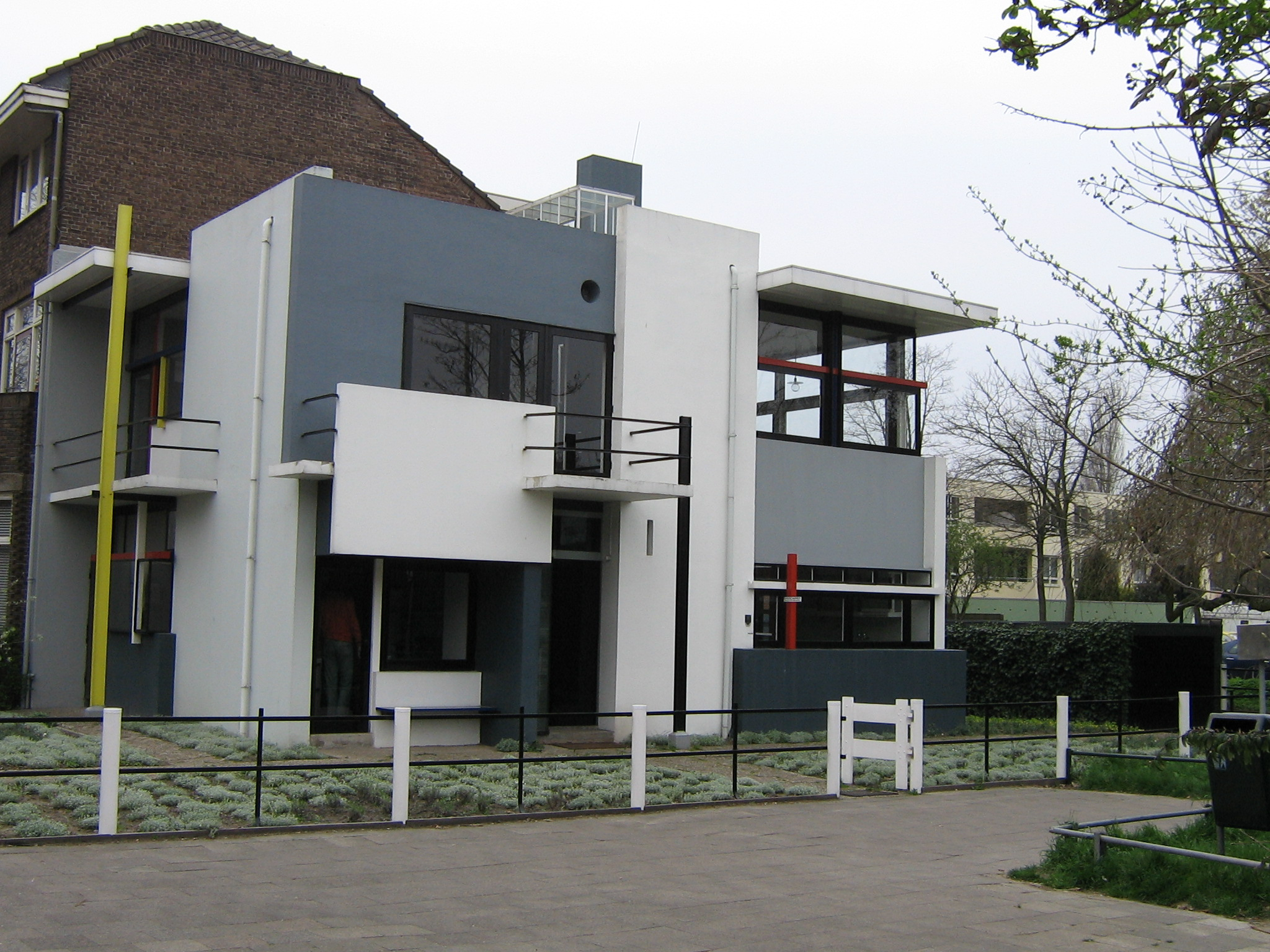
리트펠트가 설계한 슈뢰더 주택(Schröderhuis). 신조형주의 원리에 따라 완공된 유일한 건물이다.

건축에 신조형주의가 끼친 영향은 1931년 이후에도 오랫동안 중요하게 남아있었다. 루트비히 미스 반 데어 로에는 신조형주의의 개념을 지지한 주요 인물이다. 1923년에서 1924년 사이, 리트펠트는 슈뢰더 주택을 설계했는데, 신조형주의의 원리에 따라 완공된 유일한 건물이다. 신조형주의의 영향을 받은 대표적 예인 야코뷔스 아우트의 건물들은 로테르담(카페 드 위니(Café De Unie))과 후크 판 홀란드에서 찾아볼 수 있다.

### 현재
더 스테일 구성원들의 작품은 전 세계에 흩어져 있지만, 신조형주의를 주제로 한 전시들은 정기적으로 조직되고 있다. 신조형주의 작품을 많이 소장하고 있는 박물관으로는 헤이그 시립박물관 (Gemeentemuseum, 더 스테일 관련 작품을 독점적으로 가지고 있지는 않지만 세계에서 가장 많은 몬드리안 콜렉션을 소유하고 있음.)과 암스테르담 시립박물관(Stedelijk Museum, 리트펠트와 반 되스버그의 많은 작품들을 전시하고 있음]]이 있다. 위트레흐트의 센트랄 박물관(Centraal Museum)은 세계에서 가장 큰 리트펠트 콜렉션을 보유하고 있는데, 슈뢰더 주택을 포함하여 이 집 옆에 있는 "쇼 하우스"(how house)와 슈뢰더 주택에 관한 기록 등을 보유하고 있다.

## 신조형주의자 목록
이 목록은 완전하지 않다. 많은 예술가들이 더 스테일과의 관계를 잃어버렸기 때문에, 신조형주의에 기여한 사람들의 개요를 완성하는 것은 어려운 일이다.
- 막스 빌 (Max Bill, 1908년–1994년), 건축가 겸 디자이너.
- 일리야 볼로토프스키 (Ilya Bolotowsky, 1907년–1981년), 화가.
- 버고인 딜러 (Burgoyne Diller, 1906년–1965년), 화가.
- 테오 반 되스버그 (Theo van Doesburg, 1883년–1931년), 화가, 디자이너, 작가로 1917년에서 1931년까지 "더 스테일"을 출판했음.
- 코르넬리스 판 에이스테런 (Cornelis van Eesteren, 1897년–1981년), 건축가.
- 장 고랭 (Jean Gorin, 1899년–1981년), 화가.
- 로베르트 판트 호프 (Robert van 't Hoff, 1887년–1979년), 건축가.
- 빌모스 후사르 (Vilmos Huszàr, 1884년–1960년), 화가.
- 안토니 콕 (Anthony Kok, 1882년–1969년), 시인.
- 바르트 판 데르 레크 (Bart van der Leck, 1876년–1958년), 화가.
- 피트 몬드리안 (Piet Mondrian, 1872년–1944년), 화가.
- 말로우 모스 (Marlow Moss, 1890년–1958년), 화가 겸 조각가.
- 야코뷔스 아우트 (Jacobus Oud, 1890년–1963년), 건축가.
- 아메데 오장팡 (Amédée Ozenfant, 1886년–1966년), 화가.
- 헤리트 리트펠트 (Gerrit Rietveld, 1888년–1964년), 건축가 겸 디자이너.
- 조르주 반통겔루 (Georges Vantongerloo, 1886년–1965년), 조각가.
- 프리드리히 포르뎀베르게-길데바르트 (Friedrich Vordemberge-Gildewart),[1] 화가.
- 얀 빌스 (Jan Wils, 1891년–1972년), 건축가.

## 같이 보기
- 추상 미술

## 참고 자료

## 추가 자료
- Blotkamp, Carel (ed.) (1982). De beginjaren van De Stijl 1917–1922. Utrecht: Reflex.
- Blotkamp, Carel (ed.) (1996). De vervolgjaren van De Stijl 1922–1932. Amsterdam: Veen.
- Jaffé, H. L. C. (1956). De Stijl, 1917–1931, The Dutch Contribution to Modern Art 1판. Amsterdam: J.M. Meulenhoff.
- Overy, Paul (1969). De Stijl 1판. London: Studio Vista.
- White, Michael (2003). De Stijl and Dutch Modernism. Manchester [etc]: Manchester University Press.